# Iwan Rheon
Iwan Rheon (pronuncia inglese: [ˈjuːən ˈreɪɒn], pronuncia gallese: [ˈɪu̯.an ˈr̥ɛɔn]; Carmarthen, 13 maggio 1985) è un attore, cantante e musicista gallese.

## Biografia
All'età di cinque anni lui e la sua famiglia si trasferirono a Cardiff. Ha frequentato la Ysgol Gyfun Gymraeg Glantaf e ha iniziato a recitare all'età di 17 anni, dove ha preso parte a produzioni di teatro scolastico, e frequentato la National Eisteddfod of Wales.
Iwan Rheon si è diplomato alla London Academy of Music and Dramatic Art (LAMDA). Inizia la sua carriera da attore con una parte nella soap opera gallese Pobol y Cwm, qui recitava in gallese che è la sua prima lingua.
Raggiunge successo e notorietà recitando nella serie televisiva Misfits, interpretando il personaggio di Simon Bellamy.
Inoltre è un cantautore, leader del gruppo The Convictions con il quale nel 2010 ha inciso un EP chiamato Tongue Tied.
Nel 2010 interpreta Moritz nel musical Spring Awakening e vince il Laurence Olivier Award alla miglior performance in un ruolo non protagonista in un musical. Nel 2013 affianca Ian McKellen e Derek Jacobi nella serie televisiva britannica Vicious e interpreta Ramsay Bolton nella serie televisiva statunitense targata HBO Il Trono di Spade.
Nel 2017 è nel cast della serie del Marvel Cinematic Universe Inhumans nel ruolo del villain Maximus il Folle.
Nel 2019 interpreta Mick Mars dei Mötley Crüe in The Dirt: Mötley Crüe, il film biografico sulla band.

## Filmografia

### Cinema
- Resistance, regia di Amit Gupta (2011)
- Wild Bill, regia di Dexter Fletcher (2011)
- The Back of Beyond, regia di Michael miLennox – cortometraggio (2012)
- The Rise, regia di Rowan Athale (2012)
- Libertador, regia di Alberto Arvelo (2013)
- Charlotte's Song, regia di Nicholas Humphries (2015)
- Alien Invasion: S.U.M.1, regia di Christian Pasquariello (2016)
- Hurricane, regia di David Blair (2018)
- Berlin, I Love You, regia di vari (2019)
- The Dirt: Mötley Crüe (The Dirt), regia di Jeff Tremaine (2019)

- A Christmas Number One, regia di Chris Cottam (2021)
- The Magic Flute, regia di Florian Sigl (2022)

### Televisione
- Pobol y Cwm – serie TV, 1 episodio (2004)
- Caerdydd – serie TV, 7 episodi (2006)
- Misfits – serie TV, 21 episodi (2009-2011)
- Coming Up – serie TV, episodio 8x04 (2010)
- Grandma's House – serie TV, episodi 1x03-2x06 (2010-2012)
- Diario di una squillo perbene (Secret Diary of a Call Girl) – serie TV, episodio 4x08 (2011)
- Il Trono di Spade (Game of Thrones) – serie TV, 20 episodi (2013-2016)
- Vicious – serie TV, 14 episodi (2013-2016)
- Our Girl – serie TV, 5 episodi (2014)
- Residue, regia di Alex Garcia Lopez – miniserie TV (2015)
- Urban Myths – miniserie TV, episodio 1x03 (2017)
- Riviera – serie TV, 10 episodi (2017)
- Inhumans – serie TV, 8 episodi (2017)
- American Gods – serie TV, episodio 3x08 (2021)
- Wolf, regia di Lee Haven Jones e Kristoffer Nyholm – miniserie TV (2023)
- Men Up, regia di Ashley Way – film TV (2023)
- Those About to Die, regia di Roland Emmerich e Marco Kreuzpaintner – miniserie TV (2024)

## Discografia

### Album
- 2015 – Dinard

### EP
- 2010 – Tongue Tied
- 2011 – Changing Times
- 2013 – Bang, Bang!

## Doppiatori italiani
Nelle versioni in italiano delle opere in cui ha recitato, Iwan Rheon è stato doppiato da:
- Francesco Pezzulli ne Il Trono di Spade, Residue, Riviera, A Christmas Number One
- Daniele Raffaeli in Misfits, Urban Myths, Inhumans, The Dirt: Mötley Crüe, American Gods
- Edoardo Stoppacciaro in Those About to Die